# Le Moyne (stadsdel)
Le Moyne, till 2001 LeMoyne, är en stadsdel i staden Longueuil, som ligger i den kanadensiska provinsen Québecs västra del. LeMoyne grundades 1949 som en stad men upplöstes 1 januari 2002, när den blev en del av Longueuil. Stadsdelen breder sig ut över en kvadratkilometer (km2) stor yta och hade en folkmängd på 4 813 personer vid den nationella folkräkningen 2011.

## Artikelursprung
Den här artikeln är helt eller delvis baserad på material från engelskspråkiga Wikipedia.